# Ja w kapeli (seria 1)
Seria pierwsza amerykańskiego sitcomu młodzieżowego Ja w kapeli została oryginalnie wyemitowana przez amerykański Disney XD od 27 listopada 2009 do 8 listopada 2010. W Polsce została po raz pierwszy pokazana, również przez Disney XD, od 20 marca 2010 do 6 sierpnia 2011.

## Role

### Główne
| Postać                  | Odtwórca            | Odcinki |
| ----------------------- | ------------------- | ------- |
| Tripp Campbell          | Logan Miller        | 21      |
| Derek Jupiter           | Steve Valentine     | 21      |
| Burger Pitt             | Greg Baker          | 21      |
| Ashley „Ash” Tyler      | Stephen Full        | 21      |
| Isabella „Izzy” Fuentes | Caitlyn Taylor Love | 11      |

### Postacie
Tripp Ryan Campbell (Logan Miller) – nastoletni gitarzysta Iron Weasel, który zawsze marzył o dołączeniu do tego zespołu rockowego. Pomimo swojego wieku, Tripp jest najbardziej dojrzały ze wszystkich członków of Iron Weasel i stara się pomóc grupie wrócić na szczyt. Tripp jest jedynym członkiem Iron Weasel, który wciąż dąży do ukończenia szkoły (pozostali jej nie ukończyli). Zwykle pozbywa się gniewu, grając na gitarze, jak widać w odcinku „I Wanna Punch Stuff”. Ma uczulenie na orzechy. Zazwyczaj to on rozwiązuje problemy kapeli. Jego idolem jest Derek Jupiter, lider Iron Weasel.
Ash Tyler (Stephen Full) – sympatyczny perkusista zespołu, który jest często przedstawiany jako najgłupszy z członków of Iron Weasel. Miał dwie ryby o nazwie Sushi i Sushi 2, które zginęły po zwarciu gitary burgera. Jest zabawny, mimo że czasem nawet o tym nie wie. Stara się, żeby zabłysnąć wśród kolegów, a ich przyjaźń jest dla niego bardzo ważna.
Burger Pitt (Greg Baker) – basista Iron Weasel, miłośnik jedzenia, zawsze ma pełno energii. Znany jest ze swoich szalonych zagrań np. rozwalanie gitary, walenie głową w ścianę. Pomimo tego ma też wrażliwą stronę i doskonale się z tym czuje.
Derek Jupiter (Steve Valentine) – przystojny lider Iron Weasel, wokalista. Ma charyzmę, jest stanowczy, ale także arogancki i bezpośredni. Ale także jak każdy członek Iron Weasel ma poczucie humoru. Częścią jego osobowości jest czołowa pozycja wśród innych. Jest uzależniony od wyglądu a’ la Jagger i swojej gitary, którą nazwał Dereka. Mimo swoich wad, jest bardzo wrażliwy (Im out the Band), ale często też ponosi go złość (Magic Tripp). W serialu Derek wiele wspomina o dawnej przegranej z konkurującym z Iron Weasel zespołem Metalwolf (Pain Games). Po wykiwaniu go przez rywalizację stracił pewność siebie i całkowicie przestał wierzyć w swoje możliwości, ale po wielu latach dzięki Trippowi w końcu ją odzyskał.

### Drugoplanowe
| Postać               | Odtwórca            | Odcinki |
| -------------------- | ------------------- | ------- |
| Jared                | Aaron Albert        | 7       |
| Beth Campbell        | Beth Littleford     | 6       |
| Lana                 | Kate Belle          | 2       |
| Arlene Roca          | Raini Rodriguez     | 2       |
| Cornelius Strickland | Reginald VelJohnson | 3       |

## Lista odcinków
- Logan Miller, Steve Valentine, Greg Baker i Stephen Full są obecni we wszystkich odcinkach.
- Caitlyn Taylor Love jest nieobecna w dziesięciu odcinkach.

| 1 | Weasels in the House       | Shelley Jensen | Michael B. Kaplan Ron Rappaport | 27 listopada 2009    | 20 marca 2010                        |
| Tripp Campbell wygrywa w konkursie kolację ze swoim ulubionym zespołem Iron Weasel. Chłopak chce wykorzystać spotkanie, aby zostać nowym gitarzystą zespołu. W tym celu zaczyna oszukiwać zespół. Piosenki: „Pull My Finger”, „Weasel Rock You” Role gościnne: Beth Littleford jako Beth Campbell, Aaron Albert jako Jared, Reginald VelJohnson jako Cornelius Strickland, Brad Grunberg jako DJ Gruby |                            |                |                                 |                      |                                      |
| 2 | I Wanna Punch Stuff        | Adam Weissman  | Eric Friedman                   | 18 stycznia 2010     | 21 marca 2010                        |
| Tripp dostaje kosza od najładniejszej dziewczyny w klasie, Lany. Ze wściekłości postanawia napisać nową piosenkę „Ja chcę coś zniszczyć”, która ma wspierać zawodnika MMA, Ernesto Silniesto. Jednak, gdy Tripp i Lana znowu są razem, chłopak nie ma już w sobie tyle złości, by zaśpiewać piosenkę. Iron Weasel postanawiają rozdzielić zakochanych. Piosenka: „I Wanna Punch Stuff” Role gościnne: Hollywood Yates jako Ernesto, Kate Belle jako Lana Nieobecna: Caitlyn Taylor Love jako Izzy Fuentes                      |                            |                |                                 |                      |                                      |
| 3 | Slap Goes the Weasel       | Gerry Cohen    | Denise Stasichin                | 25 stycznia 2010     | nieemitowany                         |
| Po tym jak Tripp zamieszcza w internecie nagranie z popisem zespołu, Iron Weasel czują się skompromitowani. Nota: Gdy Izzy chce dołączyć do chórku w Iron Weasel, śpiewa na przesłuchaniu piosenkę, której nie nagrali przed odcinkiem „Birthdazed”. Piosenka: „Our Friend, Chucky” Gość specjalny: Anne-Marie Johnson jako Janet King |                            |                |                                 |                      |                                      |
| 4 | Annoying Arlene            | Shelley Jensen | Ron Rappaport                   | 1 lutego 2010        | 27 marca 2010                        |
| Tripp dowiaduje się, że jego koleżanka Arlene, która jest w nim obsesyjnie zakochana, jest córką producenta muzycznego, Barry’ego Rocy. Zespół postanawia nagrać demo, które przekażą ojcu Arlene. Przez przypadek Tripp zabiera ze sobą płytę z piosenką „Nieznośna Arlene”. Piosenki: „I’ll Never Learn”, „Annoying Arlene” Gość specjalny: Carlos Alazraqui jako Barry Roca Role gościnne: Beth Littleford jako Beth Campbell, Raini Rodriguez jako Arlene Roca, Camila Banus jako Bianca                                   |                            |                |                                 |                      |                                      |
| 5 | Got No Class               | Shelley Jensen | Rick Nyholm                     | 8 lutego 2010        | 1 maja 2010                          |
| Tripp i jego zespół zamierają nagrać teledysk do piosenki „Szkoły dość” w szkole Trippa, na co jednak nie zgadza się dyrektor. Tymczasem Ash po tym, jak zespół nazwał go głupkiem, postanawia opuścić zespół, aby zostać szkolnym woźnym jako Gus. Iron Weasel postanawia odzyskać przyjaciela, a także nagrać teledysk pomimo zakazu. Piosenki: „Got No Class” Nieobecna: Caitlyn Taylor Love jako Izzy Fuentes Role gościnne: Aaron Albert jako Jared, Zack Ward jako Xander, Reginald VelJohnson jako Cornelius Strickland |                            |                |                                 |                      |                                      |
| 6 | Cat-Astrophe               | Shelley Jensen | Michael B. Kaplan               | 15 lutego 2010       | 3 kwietnia 2010                      |
| Arlene zaprasza Trippa na pogrzeb swojego kota Hip Hopa. Zespół myśli, że chodzi o firmowe spotkanie. Dopiero podczas uroczystości zdają sobie sprawę, że Hip Hop jest kotem, a oni są na pogrzebie. Piosenki: „Pretty Bitter”, „Kitty Litter” Nieobecna: Caitlyn Taylor Love jako Izzy Fuentes Gość specjalny: Carlos Alazraqui jako Barry Roca Role gościnne:Raini Rodriguez jako Arlene Roca |                            |                |                                 |                      |                                      |
| 7 | Flip of Doom               | Shelley Jensen | Richard Gurman                  | 22 lutego 2010       | 8 maja 2010                          |
| Tripp chce sprawić, że zespół Iron Weasel znów będzie popularny. Postanawia zapisać ich na konkurs zespołów rockowym. Zmęczony ciężką pracą zespół nie jest w stanie wystąpić i Tripp musi zatrudnić kaskaderów. Piosenka: „Pull My Finger” Nieobecna: Caitlyn Taylor Love jako Izzy Fuentes Role gościnne: Ian Reed Kesler jako Stu, Kate Zenna jako Devon |                            |                |                                 |                      |                                      |
| 8 | Birthdazed                 | Shelley Jensen | Richard Gurman                  | 1 marca 2010         | 15 maja 2010                         |
| Tripp ma urodziny, jednak zarówno jego matka, jak i zespół wpadają na pomysł zorganizowania imprezy w tym szamym czasie. Tripp uważa, że imprezy organizowane przez mamę są dla niego zbyt dziecinne, jednak nie zamierza jej zranić. Postanawia uczestniczyć na obu imprezach. Piosenka: „You’re My Baby” Role gościnne:Beth Littleford jako Beth Campbell, Aaron Albert jako Jared, Grayson Russell jako Martin, Eve Brenner jako babcia Nina                                                                                |                            |                |                                 |                      |                                      |
| 9 | Geezers Rock               | Rich Correll   | Ron Rappaport                   | 8 marca 2010         | 10 lipca 2010                        |
| Tripp i jego zespół zamierzają zagrać koncert dla domu starców, w którym mieszka babcia Trippa. Okazuje się jednak, że zespół wydał wszystkie ukradzione starcom pieniądze na skok z samolotu. Iron Weasel muszą spędzić czas ze staruszkami, aby oddać roztrwonione pieniądze. Piosenki: „Geezers Rock”, „I Wanna Punch Stuff” Nieobecna: Caitlyn Taylor Love jako Izzy Fuentes Goście specjalni: James Hong jako Leon, Regan Burns jako Mr. Morton Role gościnne: Eve Brenner jako babcia Nina, Tom Fitzpatrick jako Harry   |                            |                |                                 |                      |                                      |
| 10 | Spiders, Snakes and Clowns | Paul Lazarus   | Ryan Levin                      | 15 marca 2010        | 29 maja 2010 (DC) 30 maja 2010 (DXD) |
| Tripp zapisuje zespół do udziału w horrorze „Pająki, węże i klauny”. Okazuje się jednak, że film opowiada o wszystkich rzeczach, jakich boi się zespół i nie są oni w stanie wystąpić. Tripp postanawia im pomóc. Piosenka: „Spiders, Snakes, Clowns” Gość specjalny: Khary Payton jako Kaz Ridley Role gościnne: Aaron Albert jako Jared |                            |                |                                 |                      |                                      |
| 11 | Magic Tripp                | Adam Weissman  | Michael B. Kaplan               | 28 czerwca 2010      | 17 lipca 2010                        |
| Tripp przekonuje byłego menadżera zespołu, Vica Blaylocka do spotkania i omówienia odnowienia współpracy z zespołem. Jednak podczas spotkania dochodzi do kłótni członków zespołu i Vic czuje się niekomfortowo. Tripp postanawia uratować sytuację. Piosenka: „Face Down in a Plate of Nachos” Gość specjalny: Gilbert Gottfried jako Vic Blaylock |                            |                |                                 |                      |                                      |
| 12 | What Happened?             | Shelley Jensen | Ryan Levin                      | 5 lipca 2010         | 3 grudnia 2010                       |
| Seria niefortunnych zdarzeń sprawia, że wielki koncert Iron Weasel się opóźnia. Po tym jak ciężarówka zespołu zatrzymuje się na autostradzie, pomoc zespołowi oferuje ciężarna Iris, która uważa się za największą fankę zespołu. Piosenka: „Rock Harder, Go Home” Nieobecna: Caitlyn Taylor Love jako Izzy Fuentes Role gościnne:Jillian Bach jako Iris |                            |                |                                 |                      |                                      |
| 13 | Road Tripp                 | Rich Correll   | Rick Nyholm                     | 12 lipca 2010        | 24 lipca 2010                        |
| Tripp organizuje trasę koncertową zespołu. Ciasnota w ciężarówce zespołu powoduje jednak ciągłe kłótnie pomiędzy członkami Iron Weasel. Piosenka: „Band Van” Nieobecna: Caitlyn Taylor Love jako Izzy Fuentes Role gościnne: Beth Littleford jako Beth Campbell, Aaron Albert jako Jared, Alicia Favela jako Stacy |                            |                |                                 |                      |                                      |
| 14 | Prank Week                 | Shelley Jensen | Mike Montesano Ted Zizik        | 19 lipca 2010        | 10 grudnia 2010                      |
| Tripp zamierza zrobić kawał Iron Weasel po tym, jak zawstydzili go przed całą szkołą. Okazuje się, że Izzy ma podobne zamiary wobec Trippa. Role gościnne: Hollywood Yates jako Ernesto, Alicia Favela jako Stacy |                            |                |                                 |                      |                                      |
| 15 | Money Bags                 | Shelley Jensen | Rick Nyholm                     | 26 lipca 2010        | 17 grudnia 2010                      |
| Tripp wraca do Lany i prosi ją, aby była mniej materialistyczna. Lepsze postępowanie Lany sprawia jednak, że rezygnuje ona z koncertu Iron Weasel na swoich urodzinach. Zespół musi przekonać ją, aby zmieniła zdanie. Role gościnne: Kate Belle jako Lana, Spencer Boldman jako Bryce Johnson |                            |                |                                 |                      |                                      |
| 16 | Bleed Guitarist            | Shelley Jensen | Ron Rappaport                   | 23 sierpnia 2010     | 5 lutego 2011                        |
| Poprzedni gitarzysta zespołu Iron Weasel powraca i zamierza odzyskać utraconą pozycję, pozbywając się Trippa. Gość specjalny: Bryan Callen jako Bleed Piosenki: „Don’t make me say your name” |                            |                |                                 |                      |                                      |
| 17 | Weasels on Deck            | Shelley Jensen | Michael B. Kaplan               | 11 października 2010 | 6 sierpnia 2011                      |
| Iron Weasel przyjeżdża na pokład S.S. Tipton, aby wystąpić gościnne dla uczestników rejsu. Niespodziewanie zespół wpada w kłopoty. Nota: Ten odcinek jest crossoverem z serialem Suite Life: Nie ma to jak statek Nieobecna: Caitlyn Taylor Love jako Izzy Gość specjalny: Cole Sprouse jako Cody Martin, Dylan Sprouse jako Zack Martin, Phill Lewis jako pan Moseby. Role gościnne: Jb Blanc jako Agent, Lemont Johnson jako Security Guard                                                                                  |                            |                |                                 |                      |                                      |
| 18 | Izzy Gonna Sing?           | Shelley Jensen | Michael B. Kaplan               | 18 października 2010 | 12 lutego 2011                       |
| Iron Weasel ma wystąpić z okazji otwarcia nowego klubu. Okazuje się jednak, że Derek traci głos i zespół nie ma wokalisty. Nie mając innego wyjścia, Tripp postanawia zaproponować wspólny występ Izzy, która od dawna marzyła o karierze muzycznej. Piosenka: „I Got Your Back” Role gościnne: Mitch Silpa jako Jimmy Howard |                            |                |                                 |                      |                                      |
| 19 | Weasels vs. Robots         | Adam Weissman  | Eric Friedman                   | 25 października 2010 | 19 stycznia 2011                     |
| Tripp czuje lęk przed dorocznymi targami karier. W wyborze zawodu pomaga mu magazyn „Cool Super Wow”. W tym czasie Beth i Izzy postanawiają znaleźć dla siebie odpowiednią karierę. Piosenki: „Band Van” Role gościnne: Beth Littleford jako Beth Campbell, Aaron Albert jako Jared, Adam Busch jako Shane Hackman |                            |                |                                 |                      |                                      |
| 20 | Happy Fun Metal Rock Band  | Rich Correll   | Steve Jarcsak Shawn Thomas      | 1 listopada 2010     | 22 stycznia 2011                     |
| Tripp odkrywa, że zespół Iron Weasel jest bardzo popularny w Japonii, więc zgłasza ich do wywiadu dla tamtejszego programu „Happy Fun Metal Rock Time”. W tym czasie mama Trippa zapisuje się na kurs samoobrony. Piosenki: „Pretty Bitter” Nieobecna: Caitlyn Taylor Love jako Izzy Fuentes Role gościnne: Beth Littleford jako Beth Campbell, Aaron Albert jako Jared, Trieu Tran jako Yutaka Oka, Reginald VelJohnson jako Cornelius Strickland                                                                             |                            |                |                                 |                      |                                      |
| 21 | Last Weasel Standing       | Shelley Jensen | Denise Stasichin                | 8 listopada 2010     | 20 lutego 2011                       |
| Zespół Iron Weasel zakłada własny reality show, jednak jego popularność okazuje się mniejsza niż się spodziewali. Wkrótce zespół dochodzi do wniosku, że większą popularność zdobędą w karierze solowej. Piosenki: „That’s the Weasel Way” Nieobecna: Caitlyn Taylor Love jako Izzy Fuentes Role gościnne: Jeff Meacham jako Larry |                            |                |                                 |                      |                                      |